# Olympische Jugend-Sommerspiele 2018/Teilnehmer (Kuwait)
| Gelbes Symbol für Goldmedaillen mit stilisierten Olympischen Ringen | Graues Symbol für Silbermedaillen mit stilisierten Olympischen Ringen | Braundes Symbol für Bronzemedaillen mit stilisierten Olympischen Ringen |
| ------------------------------------------------------------------- | --------------------------------------------------------------------- | ----------------------------------------------------------------------- |
| —                                                                   | —                                                                     | —                                                                       |

Die Jugend-Olympiamannschaft aus Kuwait für die III. Olympischen Jugend-Sommerspiele vom 6. bis 18. Oktober 2018 in Buenos Aires (Argentinien) bestand aus zwei Athleten.

## Athleten nach Sportarten

### Leichtathletik
Jungen
- Abdulaziz Al-Hemdan
Speerwurf: DNF

### Schwimmen
Jungen
- Sauod Al-Shamroukh
50 m Freistil: 45. Platz